# روستا (فیلم ۱۹۸۴)
روستا (انگلیسی: Country) فیلمی به کارگردانی ریچارد پیرس است که در سال ۱۹۸۴ منتشر شد. از بازیگران آن می‌توان به سام شپارد، مت کلارک و جسیکا لنگ اشاره کرد.